# Oknö
Oknö est une localité et une île de Suède dans la commune de Mönsterås située dans le comté de Kalmar.
Sa population était de 383 habitants en 2019.